# OK Computer
| 전문가 평가          | 전문가 평가 |
| 평가 점수            | 평가 점수   |
| 출처                 | 점수        |
| -------------------- | ----------- |
| Chicago Tribune      | and Time    |
| Entertainment Weekly | B+          |
| The Guardian         | [ 4 ]       |
| Los Angeles Times    | [ 5 ]       |
| NME                  | 10/10       |
| Pitchfork            | 10/10       |
| Q                    | [ 8 ]       |
| Rolling Stone        | [ 9 ]       |
| Select               | 5/5         |
| Spin                 | 8/10        |

《OK Computer》는 영국의 록 밴드 라디오헤드가 1997년 발표한 세 번째 스튜디오 음반이다. 영국 음반 차트 1위를 차지했고, 미국에서도 음반 차트 21위를 기록하며 그때까지 미국에서 최고로 많이 판매된 음반이 되었다. 또한 이 음반은 1998년 그래미상을 받는 등 평론가들과 소비자들 모두에게 좋은 평가를 받았고, 라디오헤드가 세계적인 명성을 얻게 되는 계기를 만들어주었다. 너바나의 《Nevermind》 이후로 최고의 음반으로 평가받고 있다.

## 제작
라디오헤드가 바로 전 1995년에 발표한 음반 《The Bends》이 꽤 큰 성공을 거둔 덕분에, 그들의 음반사 EMI는 다음 앨범을 그들이 원하는 대로 제작할 수 있도록 계약했다. EMI는 또한 당시 잘 알려져있지 않던 사운드 엔지니어 나이젤 고드리치와 함께 작업하도록 하는 파격을 보여주기도 했는데, 당시 그는 《The Bend》 작업 과정에서 프로듀서였던 존 렉키와 함께 작업한 것 외에는 라디오헤드의 커플링곡을 몇곡 담당했던 경력밖에 없었다. 그들이 고드리치를 고른 이유는 뭔가 새로운 방식으로 앨범을 만들어보고 싶었기 때문이었다.

### 녹음
그들은 1996년 초부터 옥스퍼드셔주의 사과 창고를 개조한 "Canned Applause"에서 녹음을 시작했다. 비록 주변에서 음식을 조달하기 힘들고 화장실이나 상수도 시설이 전무한 점 등의 어려움이 많았지만, 이때부터 밴드는 일반적인 스튜디오 환경을 벗어나서 녹음하는 것을 선호하게 되었다. 이 곳에서 〈Subterranean Homesick Alien〉, 〈Electioneering〉, 〈No Surprises〉, 〈The Tourist〉의 네 곡이 만들어졌다.
1996년 7월에서 8월 사이에 라디오헤드는 투어 일정을 소화하기 위해 녹음을 잠시 중단했다. 그들은 유럽의 페스티발에서 〈Airbag〉 같은 신곡을 연주했고, 앨러니스 모리세트의 미국 공연에서 오프닝 곡으로 〈Paranoid Android〉, 〈Let Down〉, 〈Climbing Up the Walls〉, 〈Karma Police〉 등의 초기 버전을 연주했다. 당시 〈Paranoid Android〉는 14분 가까이 되는 길이를 갖고 있었으며, 긴 오르간 솔로가 포함되어 있었다.
9월부터, 라디오헤드는 고드리치와 다시 녹음을 시작했고, 성 캐서린 궁전에서 녹음을 끝마쳤다. 그들은 일정에 대해 음반사로부터 어떠한 압력도 받지 않았지만, 바즈 루어만 감독의 영화 로미오 + 줄리엣에 쓰일 곡 〈Exit Music (For a Film)〉 만은 데드라인이 존재했다. 그 곡을 제외하면 그들은 자유롭게, 일정을 마음대로 조정해가며 음반을 만들었다. 하지만 여름에 음반을 발매하고 싶은 멤버들의 강렬한 욕망 때문에 녹음은 1997년 1월에 끝났고, 3월에 애비 로드 스튜디오에서 믹싱을 완료했다.

### 발매
밴드가 음반을 음반사에 보냈을 때, 그들은 그것을 발매하는 것이 자살행위이라는 반응을 보였다. 심지어 음반을 들은 후에는 판매 예상량을 처음 수치의 1/4로 낮추기까지 했다.
첫 번째 싱글인 〈Paranoid Android〉는 그들의 명성에 걸맞게 영국 차트 3위를 기록했다. 하지만 6분 30초라는 길이 때문에(그들은 라디오 버전을 준비하지 않았다) 라디오에서는 거의 방송되지 않았다. 후에 내놓은 〈Karma Police〉와 〈No Surprises〉는 그렇게 높은 순위를 기록하지 못했지만(그래도 10위 안에는 들었다), 미국에서는 〈Karma Police〉가 〈Creep〉 이후 최대의 성공을 거두었고, 많은 모던 록과 얼터너티브 록 라디오에서 방송되었다.

## 구성

### 음악
톰 요크에 따르면, 《OK Computer》를 제작하면서 그들은 여러 장르에서 영감을 얻었다. 특히 그들은 크시슈토프 펜데레츠키 같은 무조음악이나 엔니오 모리코네의 곡에서 영향을 받았다. 또한 톰 요크는 음반의 사운드를 만드는 데 있어서 결정적인 역할을 한 것이 마일스 데이비스의 《Bitches Brew》 앨범이었다고 말했다 .
음반의 제작방식은 필 스펙터의 소리의 벽 기술과 유사하다. 이런 차이에 의해 이 앨범은 예전 것과 완전히 색다르고 성숙한 소리를 들려주었다. 또한 사운드의 진보성 때문에 핑크 플로이드의 1973년 음반 《The Dark Side of the Moon》과 비교되기도 하는데, 조니 그린우드는 자신들의 음반과 소위 "프로그레시브 록"과의 유사성은 우연한 것이라고 부정했다(그는 오히려 《Meddle》을 긍정적으로 평가했다).

### 가사
이전 음반에 비해 가사는 더욱 편집증적인 성향을 드러내고 있다. 예를 들어 〈Fitter Happier〉의 경우, 1990년대의 캠페인 슬로건 들을 단순히 모아놓은 것에 불과하다. 또한 좀 더 개인적인 내용을 담았던 《The Bends》와는 달리, 주변 세계를 "폴라로이드에 담듯이" 가사로 썼다.
톰 요크는 가사를 쓰면서 많은 문학작품으로부터 영감을 얻었다. 노암 촘스키(〈Electioneering〉), 셰익스피어(〈Exit Music (For a Film)〉), 비틀즈의 〈Happiness Is a Warm Gun〉과 은하수를 여행하는 히치하이커를 위한 안내서("Paranoid Android") 등이 대표적인 예이다.
라디오헤드는 이 음반에서 기술, 세계화, 현대 영국인의 삶 등을 다루고 있지만, 콘셉트 음반은 아니며, 더욱이 톰 요크만의 개인적인 음반이 아니라 여러 사람들의 다양한 관점을 합친 것이라고 밝혔다. 하지만 오브라이언은 "곡과 곡 사이에는 분명히 연결고리가 존재한다"고 말해, 해석의 여지를 남겼다.

### 주제
조지 오웰의 소설 "1984년"에서 차용한 듯한 커버 등, "OK Computer"는 전반적으로 디스토피아의 분위기를 묘사하고 있다. 실제로 라디오헤드의 곡 중에는 조지 오웰의 작품에 영감을 받아 쓰여진 작품이 많다. 또한 곡의 배치는 순환적인 구조를 갖고 있다. 예를 들어서 첫 곡 〈Airbag〉은 누군가 자동차 사고로부터 살아남는 내용이지만, 마지막 곡 〈The Tourist〉에서는 "그들은 나한테 도대체 어디 가고 있냐고 물을 것이다 / 초속 수천 피트의 속도로(they ask me where the hell I'm going / at a thousand feet per second)"라는 가사나, "이봐, 속도를 낮춰(hey man, slow down)"라는 코러스가 등장한다. 하지만 라디오헤드는 이러한 구성이 의도적인 것이 아니었고, 그 자신들도 음반을 완성한 후에야 이런 사실을 발견했다고 말했다
톰 요크는 음반 제목의 의미에 대해 이렇게 말했다. "음반을 발매하기 전에 일본에 홍보 투어를 갔었는데, 투어 마지막 날 한 음반점에서 갑자기 어떤 아이가 소리치는 겁니다. '오케이 컴퓨터!(OK COMPUTER!)' 굉장히 큰 소리였죠. 그런데 거기 모인 500명이 동시에 그 소리를 따라부릅디다...그 장면을 테이프에 녹음해 뒀죠. 정말 놀라운 일이었습니다. 그때 저는 70년대 코카콜라 광고가 기억났습니다. "나는 세상이 노래부르도록 가르치고 싶다(I'd Like to Teach the World to Sing)". 모든 인종과 모든 나라가 이 탄산음료를 마시도록 하겠다는 그런 아이디어... 생각해보면 굉장히 끔찍하고, 우울한 문구였죠..." 원래 《OK Computer》라는 제목은 음반에 포함시키지 못한 동명의 곡에서 따온 것이다. 그 곡은 후에 "Palo Alto"라는 제목으로 바꿔서 EP로 발매되었다.
녹음 중에 그들은 자신들의 음반에 Zeros and Ones라는 가제를 붙였다. 이러한 사실을 근거로 라디오헤드의 2007년 음반 《In Rainbows》가 10을 상징한다는 해석이 있다. 자세한 내용은 In Rainbows#10의 상징을 참고하라.

### 디자인
스탠리 돈우드는 문자와 그림들을 꼴라주 형식으로 배합해서 커버를 만들었다. 그는 다른 라디오헤드의 음반 커버도 몇 개 제작했는데, 톰 요크도 이에 참여했다. 부클릿에 포함된 몇몇 그림은 톰 요크가 컴퓨터로 만든 것이고, 나머지는 돈우드가 손으로 그렸다. 부클릿 속의 몇몇 문장은 에스페란토로 쓰여졌다. 톰 요크는 음반 커버가 "노래를 통해 말하지 못한 모든 것"을 나타낸다고 말했다.

## 곡 목록
톰 요크, 조니 그린우드, 에드 오브라이언, 콜린 그린우드, 필 셀웨이가 모든 곡을 작사, 작곡했다.
1. "Airbag" – 4:44
2. "Paranoid Android" – 6:23
3. "Subterranean Homesick Alien" – 4:27
4. "Exit Music (For a Film)" – 4:24
5. "Let Down" – 4:59
6. "Karma Police" – 4:22
7. "Fitter Happier" – 1:57
이 곡에 등장하는 목소리는 매킨토시 프로그램 Macin Talk로 합성한 것이다[20]. 톰 요크는 컴퓨터로 읽게 하는 것이 더 감정적으로 들리기 때문에 이 프로그램을 사용했다[22] .
8. "Electioneering" – 3:51
9. "Climbing Up the Walls" – 4:45
10. "No Surprises" – 3:49
11. "Lucky" – 4:20
12. "The Tourist" – 5:25

## 인증
| 국가                                                                                         | 인증        | 판매량/출하량 |
| -------------------------------------------------------------------------------------------- | ----------- | ------------- |
| 아르헨티나 (CAPIF)                                                                           | 플래티넘    | 60,000^       |
| 오스트레일리아 (ARIA)                                                                        | 플래티넘    | 70,000^       |
| 벨기에 (BEA)                                                                                 | 2× 플래티넘 | 100,000*      |
| 캐나다 (뮤직 캐나다)                                                                         | 5× 플래티넘 | 500,000       |
| 프랑스 (SNEP)                                                                                | 2× 골드     | 200,000*      |
| 이탈리아 (FIMI) sales since 2009                                                             | 플래티넘    | 50,000*       |
| 일본 (RIAJ)                                                                                  | 골드        | 100,000^      |
| 네덜란드 (NVPI)                                                                              | 플래티넘    | 100,000^      |
| 뉴질랜드 (RMNZ)                                                                              | 플래티넘    | 15,000^       |
| 노르웨이 (IFPI 노르웨이)                                                                     | 골드        | 25,000*       |
| 스페인 (PROMUSICAE)                                                                          | 골드        | 50,000^       |
| 스웨덴 (GLF)                                                                                 | 골드        | 40,000^       |
| 스위스 (IFPI 스위스)                                                                         | 골드        | 25,000^       |
| 영국 (BPI)                                                                                   | 5× 플래티넘 | 1,579,415     |
| 미국 (RIAA)                                                                                  | 2× 플래티넘 | 2,000,000^    |
| 요약                                                                                         |             |               |
| 유럽 (IFPI)                                                                                  | 3× 플래티넘 | 3,000,000*    |
| *판매량을 기반으로 한 인증 · ^출하량을 기반으로 한 인증 · 판매량+스트리밍을 기반으로 한 인증 |             |               |